# 디벤조티아제핀
디벤조티아제핀(Dibenzothiazepine)은 2개의 벤젠 고리를 갖는 티아제핀(thiazepine)의 유도체인 화학 화합물이다.
예는 쿠에티아핀(quetiapine), 티아넵틴(tianeptine) 및 메티아핀(metiapine)을 포함한다.

## 같이 보기
- 쎄로켈
- 리튬
- 벤조디아제핀